# Майборский, Владимир Петрович
Владимир Петрович Майборский (1911—1987) — советский военнослужащий. Участник Великой Отечественной войны. Герой Советского Союза (1945). Старшина запаса.

## Биография
Владимир Петрович Майборский родился 1 октября (18 сентября — по старому стилю) 1911 года в селе Зиньки Острожского уезда Волынской губернии Российской империи (ныне село Белогорского района Хмельницкой области Украины) в крестьянской семье. Украинец. Окончил четыре класса начальной школы. После школы работал в колхозе, затем грузчиком в портах Николаевска-на-Амуре, Архангельска и Херсона.
В первые дни Великой Отечественной войны В. П. Майборский записался в народное ополчение. Красноармеец В. П. Майборский участвовал в боях с немецко-фашистскими захватчиками с начала августа 1941 года в составе расчёта зенитного орудия. Боевое крещение принял в боях под Николаевом. После разгрома частей Южного фронта под Николаевом и Херсоном Владимир Петрович оказался в Крыму, где получил назначение в 8-ю бригаду морской пехоты. Участник обороны Крымского полуострова и Севастопольского укрепрайона. После поражения советских войск в Крыму в июне 1942 года Владимир Петрович пытался уйти к крымским партизанам, но был ранен и попал в плен. С третьей попытки ему удалось бежать из лагеря для военнопленных в Польше. Вернулся в родную Подолию. До прихода Красной Армии воевал в партизанском отряде, действовавшем в Подолии и на Волыни.
Вновь в ряды Красной Армии красноармеец В. П. Майборский был призван 29 февраля 1944 года Плужнянским райвоенкоматом Каменец-Подольской области Украинской ССР и направлен стрелком в 5-ю роту 2-го стрелкового батальона 7-го стрелкового полка 24-й стрелковой дивизии 11-го стрелкового корпуса 1-й танковой армии 1-го Украинского фронта. Весной 1944 года Владимир Петрович участвовал в Проскуровско-Черновицкой операции. После завершения операции в апреле 1944 года дивизия, в которой служил В. П. Майборский, была передана в 95-й стрелковый корпус 18-й армии.
Незадолго до начала Львовско-Сандомирской операции 5-й роте 2-го стрелкового батальона 7-го стрелкового полка было приказано провести разведку боем в районе села Погары. 21 июня 1944 года группа бойцов, в числе которых был и красноармеец В. П. Майборский, под сильным пулемётным и миномётным огнём противника проделала проходы в минных полях и проволочных заграждениях и ворвалась во вражеские траншеи, в рукопашной схватке уничтожив до 20 военнослужащих вермахта. В ходе боя Владимир Петрович взял в плен немецкого солдата и повёл его в штаб полка, но по пути встретил группу немцев в количестве 13 человек. Вступив с ними в неравный бой, он уничтожил 9 солдат противника, а остальных обратил в бегство. В этом бою красноармеец В. П. Майборский был ранен в плечо, однако к началу наступления он уже был в строю.
13 июля 1944 года войска 1-го и 4-го Украинских фронтов начали Львовско-Сандомирскую операцию. 7-му стрелковому полку 24-й стрелковой дивизии предстояло прорвать оборону противника в районе деревни Черемхув. Однако в первые же минуты боя продвижение стрелковых частей было остановлено огнём вражеского ДЗОТа. Красноармейцу В. П. Майборскому было приказано уничтожить огневую точку. Владимиру Петровичу удалось приблизиться к ДЗОТу, но при попытке бросить гранату ему пулемётной очередью перебило обе ноги. Вражеский пулемётчик счёл его убитым, что позволило Майборскому доползти до мёртвой зоны ДЗОТа. Собрав последние силы, Владимир Петрович навалился грудью на амбразуру, одновременно просунув внутрь вражеского укрепления противотанковую гранату.
24 марта 1945 года указом Президиума Верховного Совета СССР красноармейцу Майборскому Владимиру Петровичу было присвоено звание Героя Советского Союза.
7-й стрелковый полк, прорвав оборону противника, пошёл в наступление, а тяжело раненого бойца подобрали санитары. После 10 месяцев лечения в госпиталях Владимир Петрович был уволен из армии по инвалидности. Вернувшись в родное село, работал в колхозе. Затем занимал должность председателя сельского совета. 7 января 1987 года (по другим данным 31 октября 1986 года) Владимир Петрович скончался. Похоронен в селе Зиньки Белогорского района Хмельницкой области Украины.

## Награды и звания
- Медаль «Золотая Звезда» (24.03.1945)[3].
- Орден Ленина (24.03.1945)[3].
- Орден Отечественной войны 1-й степени (06.04.1985)[8].
- Медали, в том числе:

медаль «За отвагу» (07.07.1944).
- Почётный гражданин города Коломыя Ивано-Франковской области Украины.
- Почётный гражданин села Зиньки Белогорского района Хмельницкой области Украины.
- Почётный солдат 4-й механизированной роты 2-го механизированного батальона 7-го мотострелкового полка 24-й механизированной дивизии.

## Память
- Бюст Героя Советского Союза В. П. Майборского установлен в городе Коломыя Ивано-Франковской области Украины.
- Мемориальная доска в честь Героя Советского Союза В. П. Майборского установлена у села Черемхов Коломыйского района Ивано-Франковской области.
- Именем Героя Советского Союза В. П. Майборского названа улица в городе Хмельницкий, Украина.

## Документы
- Общедоступный электронный банк документов «Подвиг Народа в Великой Отечественной войне 1941—1945 гг.» Архивировано 13 марта 2012 года. 150020424. Архивировано 26 сентября 2012 года., 46570804. Архивировано 26 сентября 2012 года., 46802035. Архивировано 26 сентября 2012 года., 150751424. Архивировано 26 сентября 2012 года.